# 나자레 (포르투갈)

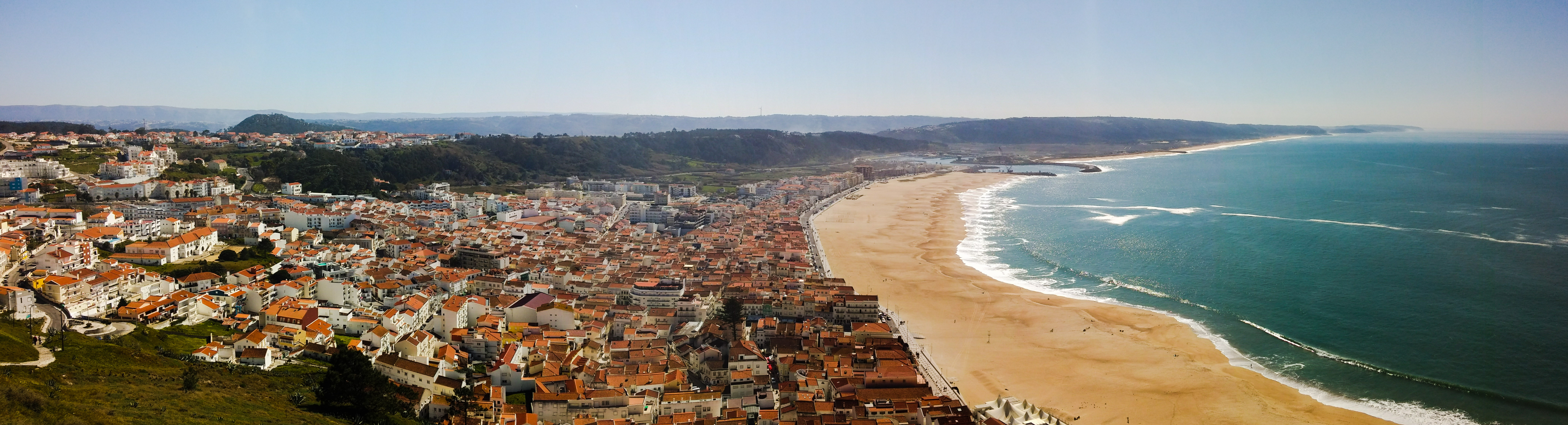
나자레

나자레의 위치

나자레(포르투갈어: Nazaré)는 포르투갈 레이리아 현에 위치한 도시로 면적은 82.43km2, 인구는 15,158명(2011년 기준), 인구 밀도는 180명/km2이다.
도시 이름은 4세기 나사렛에서 온 성직자가 나무로 만든 작은 성모 마리아 조각상을 들여온 데서 유래된 이름이다. 코스타드프라타(Costa de Prata, "은의 해안"이라는 뜻)와 접한 휴양 도시이다. 북대서양에 위치한 해저협곡인 나자레 협곡의 존재로 인하여 형성된 높은 파도 때문에 서핑 관광으로 인기가 높은 곳이다. 나자레 협곡은 유입되는 바다의 너울을 증가시키고 수렴하며 이는 지역 수류와 함께 파도 높이를 극적으로 확대한다.

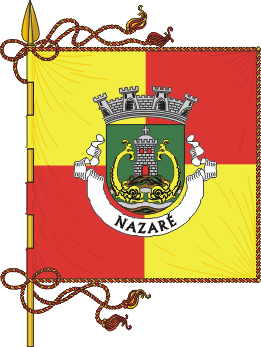
시기
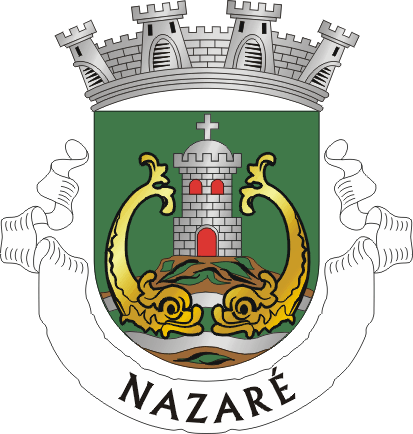
시 문장

## 자매 도시
- 스페인 바다호스
- 프랑스 노장쉬르마른